# Уикс, Ханисакл
Ханиса́кл Сью́зан Уикс (англ. Honeysuckle Susan Weeks; 1 августа 1979, Кардифф, Гламорган, Уэльс, Великобритания) — британская актриса.

## Биография
Ханисакл Сьюзан Уикс родилась 1 августа 1979 года в Кардиффе (графство Гламорган, Уэльс, Великобритания) в семье ныне разведённых Робина и Сьюзан Уикс. Будущая актриса получила необычное имя из-за жимолости (англ. honeysuckle), которая была в цвету, когда она родилась. У Ханисакл есть младшие сестра и брат-актёры — Пердита Уикс (род. 1985) и Ролло Уикс (род. 1987).
Ханисакл выросла в Англии, где она окончила «Great Ballard School», «Roedean School», оксфордский Пемброк-колледж и «Sylvia Young Theatre School»; также некоторое время Уикс обучалась в Италии.

## Карьера
Ханисакл дебютировала в кино в 1993 году, сыграв роль Китти в мини-сериале «Вытаращенные глаза». В 1994 году Уикс сыграла роль Фейт в детстве в фильме «Глаз, приспособленный к тьме». В 2002—2013 годах она играла роль Саманты Стюарт в телесериале «Война Фойла», за которую в 2004 году она получила номинацию «Самый популярный новичок» премии «National Television Awards». Всего сыграла в 19-ти фильмах и телесериалах.

## Личная жизнь
С июля 2007 года Ханисакл замужем за гипнотерапевтом Лорном Стормонтом-Дарлингом (род.1963), с которым она встречалась 4 года до их свадьбы. У супругов есть сын — Уэйд Стормонт-Дарлинг (род. в августе 2011).

## Избранная фильмография
| Год       |   | Русское название             | Оригинальное название    | Роль                             |
| --------- | - | ---------------------------- | ------------------------ | -------------------------------- |
| 1993      | с | Вытаращенные глаза           | Goggle Eyes              | Китти                            |
| 1994      | ф | Глаз, приспособленный к тьме | A Dark Adapted Eye       | Фейт в детстве                   |
| 1995—2009 | с | Чисто английское убийство    | The Bill                 | Люси Дин/Дебора Уайт/Джули Новак |
| 1999      | с | Убийства в Мидсомере         | Midsomer Murders         | Флёр Бриджес                     |
| 2002—2013 | с | Война Фойла                  | Foyle's War              | Саманта Стюарт                   |
| 2005      | с | Пуаро Агаты Кристи           | Agatha Christie's Poirot | мисс Доус                        |
| 2015      | с | Смерть в раю                 | Death in Paradise        | Мэй Хармер                       |
| 2015      | с | Льюис                        | Lewis                    | Карина Бескин                    |